# Lycée Pierre-Mendès-France
Pour les articles homonymes, voir Mendès France (homonymie) et PMF.
 (février 2025).
Si vous disposez d'ouvrages ou d'articles de référence ou si vous connaissez des sites web de qualité traitant du thème abordé ici, merci de compléter l'article en donnant les références utiles à sa vérifiabilité et en les liant à la section « Notes et références ».
Le lycée Pierre-Mendès-France est un lycée français à l'étranger situé à Tunis (Tunisie).
Le lycée est situé dans le quartier de Mutuelleville, au nord-est de Tunis, sur une colline arborée. Situé au numéro 9 de la rue Pierre-Mendès-France, il est surnommé « PMF » par ses élèves.

## Histoire
À l'origine, ce terrain de 4,5 hectares est occupé par des bâtiments d'habitation pour le personnel de la gendarmerie française. Le 1er octobre 1956, la France rachète cet espace afin d'en faire une annexe du lycée Carnot situé au centre de Tunis. La disposition des lieux permet l'aménagement de terrains de sport en terrasses.
De 1956 à 1982 s'y développent les sections techniques et professionnelles tertiaires préparant à divers CAP. C'est en 1982 — année du transfert du lycée Carnot sur le site de Mutuelleville — que les effectifs subissent une hausse spectaculaire. Le 28 octobre 1983, en présence de François Mitterrand, président de la République française, et de Habib Bourguiba, président de la République tunisienne, le lycée est rebaptisé en hommage à l'homme politique français Pierre Mendès France, artisan de l'autonomie de la Tunisie en 1954.
En 2008, après une année de travaux, les classes de collège (sixième-troisième) ainsi que la classe de CM2 prennent la place de l'ancienne École Marie-Curie. Ainsi ne sont restés dans la partie haute que les lycéens (seconde-terminale).

## Formation
Les cours y sont dispensés conformément au programme d'études secondaires du ministère de l'éducation français et à plus de 2 000 élèves français, tunisiens et d'autres origines, de la sixième à la terminale.
En 2025, le lycée propose diverses spécialités dans le cadre de la filière générale :
- Histoire-géographie, géopolitique et sciences politiques (HGGSP) ;
- Humanités, littérature et philosophie (HLP) ;
- Langue et littérature étrangère - Anglais ;
- Langue et littérature étrangère - Espagnol ;
- Littérature, langues et cultures de l'Antiquité (LLCA) ;
- Mathématiques ;
- Numérique et sciences informatiques (NSI) ;
- Physique-chimie ;
- Sciences de la vie et de la Terre (SVT) ;
- Sciences économiques et sociales (SES).

Les autres filières, comme la filière STMG, ne sont pas disponibles.
Les langues enseignées sont l'arabe, l'anglais, l'espagnol et l'italien. L'option internationale du baccalauréat est proposée à partir de la seconde aux élèves qui souhaitent perfectionner leur maîtrise de la langue arabe (six heures de cours hebdomadaires contre trois heures pour un cours d'arabe habituel) et leurs connaissances de l'histoire, de la géographie et de l'économie de la Tunisie (deux heures de cours d'histoire-géographie en arabe). D'autres options sont proposées comme le latin, le rugby, les arts plastiques ou les cours d'arts dramatiques. Deux options sont ajoutées : une offrant plus de cours en espagnol ainsi qu'une nouvelle section internationale en anglais.
Le lycée Pierre-Mendès-France obtient chaque année parmi les meilleurs résultats au baccalauréat général français, en proportion de candidats admis.

## Installations
Le lycée Pierre-Mendès-France est organisé en divers bâtiments :
- le bâtiment A-B-C abrite, sur trois étages, des salles de classe, la salle des professeurs, deux salles d'examens (B23 et B1-B6), la « vie scolaire », les bureaux des conseillers principaux d'éducation et le logement du proviseur-adjoint ;
- le bâtiment F-G-H abrite, sur trois étages, des salles de classe, des salles d'examens (H11 et H12), le Centre de documentation et d'information, les locaux de l'administration (comptabilité, secrétariat, direction et conseillers d'orientation) et le logement du proviseur ;
- un bâtiment abrite les salles de sciences naturelles (géologie et êtres vivants) ainsi que celles de physique-chimie (au premier étage) ;
- la salle polyvalente ou salle de conférences derrière le bâtiment E ;
- la cafétéria des élèves ;
- des terrains de sports (deux de handball, deux de basket-ball, un recouvert de gravillons pour la course et quatre terrains de volley-ball), un mur d'escalade (à l'arrière du bâtiment D) et un gymnase.

Une phase de travaux doit avoir lieu pour créer un nouveau Centre de documentation et d'information, réhabiliter les bâtiments A-B-C, D et E (anciens bâtiments des sciences) et détruire le bâtiment F-G-H.

## Vie lycéenne
Les lycéens élisent leurs représentants au conseil des délégués pour la vie lycéenne (CVL). À leur tour, les collégiens élisent leurs représentants au conseil des délégués pour la vie collégienne (CVC). Le CVL et le CVC élus proposent des idées et projets pour améliorer la vie du lycée, organiser des évènements, etc.

## Culture et arts
Le lycée Pierre-Mendès-France propose à ses élèves, à partir de la classe de seconde, des options facultatives telles que les arts dramatiques ou les arts plastiques (mise à part les cours de musique et d'arts plastiques qui sont obligatoires au collège).
Ainsi, chaque année, le lycée organise un festival de théâtre, où les élèves de chaque niveau (de la seconde à la terminale) et les élèves de l'atelier de théâtre (cours facultatif n'étant pas considéré comme une option) présentent leurs pièces au public, ce qui leur permet de se faire une réelle idée de ce que le monde du théâtre peut leur offrir.
Les élèves d'arts plastiques participent quant à eux à des projets d'embellissement de l'établissement, ce qui permet à chaque promotion qui est de passage dans les locaux de ce lycée de laisser sa trace dans l'enceinte de l'établissement.
Des élèves ont aussi l'initiative en 2016 de créer une filiale propre à leur lycée de la fondation Wallah We Can et baptisée Wallah We Can Junior PMF. Cette association vise à promouvoir les valeurs que la fondation promeut (éducation, enfance, environnement, santé et entrepreneuriat), en suivant le programme de l'ONU dans le but de développer la Tunisie.
Il accueille aussi l'association féministe HeForShe. Les élèves peuvent participer aux projets et proposer des idées pour l'égalité des sexes.

## Sport
L'association sportive du lycée propose des sports à pratiquer le mercredi après-midi entre 13 h et 16 h dans les murs du lycée ou dans d'autres installations lorsque cela s'avère nécessaire. Celle-ci est constituée en association loi de 1901 et se réunit en assemblée générale deux fois par an.
L'encadrement des activités sportives est assuré par les professeurs d'EPS du lycée. En 2015-2016, onze activités sont proposées : du karaté, de l'escalade, du handball, de la gymnastique, du rugby, du tennis de table, de la natation, du basket-ball, de la randonnée (week-end), du football et de l'athlétisme. À la rentrée 2016, l'option rugby s'ouvre aux filles.

## Anciens élèves
Elyès Jouini, Hend Sabri, Karim Adda, Neïla Latrous et Sonia M'Barek figurent parmi les personnalités qui ont fait leurs études dans cet établissement.